# The Pasadena Peach
The Pasadena Peach è un cortometraggio muto del 1912 diretto da Pat Hartigan e interpretato da Ruth Roland e da John E. Brennan.

## Produzione
Il film, prodotto dalla Kalem Company, venne girato a Santa Monica.

## Distribuzione
Distribuito dalla General Film Company, il film uscì nelle sale cinematografiche statunitensi il 26 aprile 1912.